# Lita Ford
Lita Rossana Ford (Londres, Inglaterra, 19 de septiembre de 1958) es una vocalista y guitarrista británica-estadounidense de rock, que alcanzó la popularidad en la década de 1980 y por haber sido parte de la banda de rock formada exclusivamente por mujeres adolescentes The Runaways (1975-1979).

## Carrera

### Inicios
Lita nació en Londres, de padre inglés y madre italiana. Se mudó con su familia a los Estados Unidos cuando era una niña. Lita fue integrante de la banda femenina The Runaways a los 16 años, siendo la guitarrista principal. Al disolverse el grupo en 1979 inició su carrera en solitario. Su álbum debut, titulado Out for Blood, fue lanzado en 1983 y fue un fracaso comercial. Su siguiente lanzamiento, Dancin' on the Edge (1984) logró una mayor repercusión. Dancin' on the Edge incluía el sencillo "Fire in My Heart", que logró llegar al Top 10 en algunos países afuera de Estados Unidos. El siguiente sencillo, "Gotta Let Go", logró el primer lugar en la lista Mainstream Rock.

### Popularidad
En 1985 Lita fue nominada para el Grammy por "Mejor performance femenina de rock" con la mencionada Gotta Let Go, junto con Wendy O. Williams y Pia Zadora. En 1988, con Sharon Osbourne como mánager, Lita alcanzó sus mayores éxitos, "Close My Eyes Forever" (dueto con Ozzy Osbourne, marido de Sharon) y "Kiss Me Deadly", provenientes del álbum Lita.
Su siguiente lanzamiento fue llamado Stiletto. Este disco contiene los sencillos "Hungry" y "Lisa" (el segundo fue dedicado a su madre quien falleció de cáncer). Sin embargo, este álbum no fue tan exitoso como su anterior trabajo.
Su siguiente lanzamiento fue Dangerous Curves. Este álbum recuperó parte del éxito de sus discos anteriores. Bajo el sello ZYX Records grabó Black, el cual no pudo repetir el éxito del mencionado Dangerous Curves.
Ford aparece en la película de 1992 Highway to Hell, representando a "la autoestopista".
A mediados de junio de 2008, Ford y su banda en solitario realizaron varios conciertos de calentamiento antes del festival Rocklahoma bajo el nombre de Kiss Me Deadly, en el área de Nueva York.
Lita estuvo casada con Chris Holmes (W.A.S.P.) de 1989 a 1992 y tuvo una relación con Nikki Sixx (Mötley Crüe) y Tony Iommi (Black Sabbath). En 1994 se casó con Jim Gillette (Nitro).

### Actualidad
Tras haber estado retirada de la música durante varios años, Lita anunció su retorno con un nuevo álbum de estudio llamado Wicked Wonderland, para octubre del 2009.
También dio su imagen y su voz para el videojuego Brütal Legend, publicado en 2009.
La actriz Scout Taylor-Compton la interpretó en la película "The Runaways" (2010).
En 2012 lanza el álbum Living Like a Runaway.

## Discografía

### Álbumes de estudio

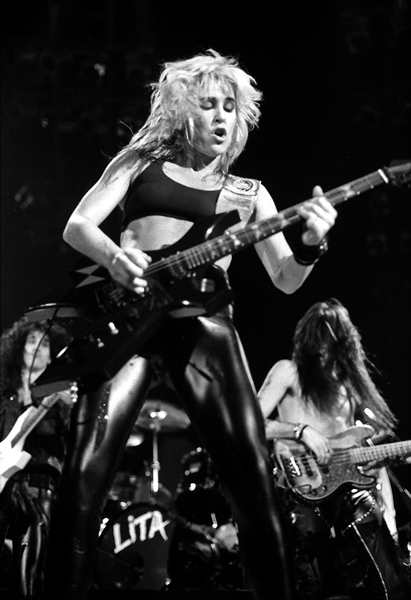
Lita Ford en Alemania en 1988

| 1983                                  | Out for Blood - Discográfica: Mercury Records         | —   | —   | —  | —  | —  |                            |
| 1984                                  | Dancin' on the Edge - Discográfica: Mercury Records   | 119 | 65  | —  | —  | —  |                            |
| 1988                                  | Lita - Discográfica: RCA Records                      | 58  | 29  | —  | —  | —  | - Certificación (CAN): Oro |
| 1990                                  | Stiletto - Discográfica: Spitfire Records             | 75  | 52  | —  | 36 | 26 |                            |
| 1991                                  | Dangerous Curves - Discográfica: Spitfire Records     | 123 | 139 | —  | —  | —  |                            |
| 1995                                  | Black - Discográfica: ZYX Records                     | —   | —   | —  | —  | —  |                            |
| 2009                                  | Wicked Wonderland - Discográfica: JLRG Entertainment  | —   | —   | 38 | —  | —  |                            |
| 2012                                  | Living Like a Runaway - Discográfica: SPV/Steamhammer | —   | —   | —  | —  | —  |                            |
| 2016                                  | Time Capsule - Discográfica: SPV/Steamhammer          | —   | —   | —  | —  | —  |                            |
| "—" indica que no entró en los charts |                                                       |     |     |    |    |    |                            |

### Singles
| 1983                                  | "Out for Blood"                             | -  | -  | -  | - | Out for Blood         |
| 1983                                  | "Dressed to Kill"                           | -  | -  | -  | - | Dancin' on the Edge   |
| 1984                                  | "Fire In My Heart"                          | -  | -  | -  | - | Dancin' on the Edge   |
| 1984                                  | "Gotta Let Go"                              | -  | -  | 94 | - | Dancin' on the Edge   |
| 1988                                  | "Kiss Me Deadly"                            | 12 | 40 | 75 | - | Lita                  |
| 1988                                  | "Back to the Cave"                          | -  | 22 | -  | - | Lita                  |
| 1989                                  | "Close My Eyes Forever" (con Ozzy Osbourne) | 8  | 25 | 47 | 3 | Lita                  |
| 1989                                  | "Falling In and Out of Love"                | -  | 37 | -  | - | Lita                  |
| 1990                                  | "Hungry"                                    | 98 | 14 | 76 | - | Stiletto              |
| 1990                                  | "Lisa"                                      | -  | -  | -  | - | Stiletto              |
| 1991                                  | "Shot of Poison"                            | 45 | 21 | 63 | - | Dangerous Curves      |
| 1992                                  | "Playing with Fire"                         | -  | -  | -  | - | Dangerous Curves      |
| 1992                                  | "Larger Than Life"                          | -  | -  | -  | - | Dangerous Curves      |
| 1995                                  | "Killin' Kind"                              | -  | -  | -  | - | Black                 |
| 2009                                  | "Crave"                                     | -  | -  | -  | - | Wicked Wonderland     |
| 2012                                  | "Branded"                                   | -  | -  | -  | - | Living Like A Runaway |
| "—" indica que no entró en los charts |                                             |    |    |    |   |                       |